# Nogueras (Colima)
Nogueras es un pueblo ubicado en el municipio de Comala en el estado de Colima. Es un asentamiento de gran antigüedad que aloja en el suelo un alto volumen de cerámica prehispánica encontrada en tumbas de tiro localizadas en la región. Llevó el nombre de Ajuchitlán(se pronuncia Ayuchitlán), una palabra de origen náhuatl que significa "Valle de las flores". Fue en 1704 cuando el español Juan de Noguera llegó a estas tierras y fundó la Hacienda de Nogueras que en su momento fungió como una de las empresas azucareras más importantes de la región. 
En el presente la construcción principal de la Hacienda forma parte de la Universidad de Colima y sus instalaciones fueron remodeladas para dar lugar a un Centro de Estudio, un parque ecológico y el Museo Universitario Alejandro Rangel Hidalgo, lugar en donde vivía el pintor Alejandro Rangel Hidalgo y sus hermanos el arquitecto Juan Rangel y el ingeniero Javier Rangel,y que fue remodelada por el arquitecto Gonzalo Villa Chávez con quien posteriormente colaboraría en la fundación de la Facultad de Arquitectura perteneciente a la Universidad de Colima. 
Actualmente Nogueras es un destino turístico clave dentro del Estado de Colima pues se cuenta con todo este legado histórico que atrae al turismo tanto nacional como internacionalmente, en este recinto prevalece la paz, la tranquilidad, la hospitalidad, la cultura, el buen clima, la  calidad de la gente, las artesanías, la comida típica mexicana, la flora y la fauna. Todo visitante puede estar seguro de su buen trato y atención, por esto y mucho más Nogueras forma parte del pueblo mágico de América, Comala.